# Athon
 (juillet 2012).
Si vous disposez d'ouvrages ou d'articles de référence ou si vous connaissez des sites web de qualité traitant du thème abordé ici, merci de compléter l'article en donnant les références utiles à sa vérifiabilité et en les liant à la section « Notes et références ».

Athon est une comédie musicale pour enfants créée en 1980. Les textes sont de Jean-Pierre Lang et la musique de Roland Vincent. Les enfants étaient coachés par le chanteur Jean-Claude Calon et la danseuse Mania Calon. Elle retrace symboliquement le passage du monde des enfants à celui des adultes. Mazam, le rôle principal de la comédie musicale, était interprété par Fabrice Bernard. 
Athon raconte l'histoire d'une civilisation située sur la planète Athon qui réceptionne la sonde Pioneer 10, lancée depuis la planète Terre le 3 mars 1972. Celle-ci:
- dans le premier volet du disque, pressent un message (Le présage) ;
- dans le second volet du disque, intercepte la sonde (Le passage) ;
- dans le troisième volet du disque, décode le message de la sonde (Le message) ;
- et enfin, dans le quatrième volet du disque, lance un voyage vers la Terre (Le voyage).

Les succès discographiques les plus importants sont:
- Migration-Mutation-Nouvelle génération
- Confiture-Chocolat
- On est des hommes
- Accélère
- On vous attendait